# Camelot (série télévisée)
Ne doit pas être confondu avec Kaamelott.
Pour les articles homonymes, voir Camelot (homonymie).
Camelot, ou La Légende de Camelot au Québec, est une série télévisée canado-irlandaise en dix épisodes de 50 minutes, créée par Morgan O'Sullivan et Michael Hirst, d'après le roman de Thomas Malory, Le Morte d'Arthur, dont le pilote a été diffusée le 25 février 2011 après le dernier épisode de Spartacus : Les Dieux de l'arène et les neuf épisodes suivants entre le 1er avril et le 10 juin 2011 sur la chaîne Starz aux États-Unis, et à partir du 13 septembre 2011 sur le réseau CBC au Canada.
Au Québec, la série est diffusée depuis le 19 octobre 2011 sur AddikTV et en France, depuis le 9 janvier 2012 sur Canal+, et à partir du 22 décembre 2012 sur D8. Néanmoins, la série reste encore inédite en Belgique et en Suisse.

## Synopsis
Après la mort subite du roi Uther, le chaos menace d'engloutir l'île de Bretagne. Quand le sorcier Merlin a des visions d'un avenir sombre, il initie le jeune et impétueux Arthur, fils caché d'Uther et héritier, qui a été élevé depuis sa naissance comme un roturier. Morgane, la demi-sœur d'Arthur, froide et ambitieuse, va le combattre jusqu'au bout, en appelant les forces contre nature pour revendiquer la couronne dans cette bataille épique pour le pouvoir. Face à des décisions morales profondes, et le défi d'unir un royaume brisé par la guerre et ancré dans la tromperie, Arthur sera testé au-delà de l'imagination.

## Distribution

### Acteurs principaux
- Jamie Campbell Bower (VF : Yoann Sover ; VQ : Éric Paulhus) : le roi Arthur
- Joseph Fiennes (VF : Constantin Pappas ; VQ : Frédéric Desager) : Merlin
- Eva Green (VF : Marie-Laure Dougnac ; VQ : Marika Lhoumeau) : Morgane
- Peter Mooney (VF : Stéphane Pouplard ; VQ : Alexandre Fortin) : Kay
- Tamsin Egerton (VQ : Rachel Graton) : Guenièvre
- Claire Forlani (VQ : Mélanie Laberge) : Ygraine
- Clive Standen (VQ : Frédéric Paquet) : Gauvain
- Philip Winchester (VQ : François Trudel) : Leontes

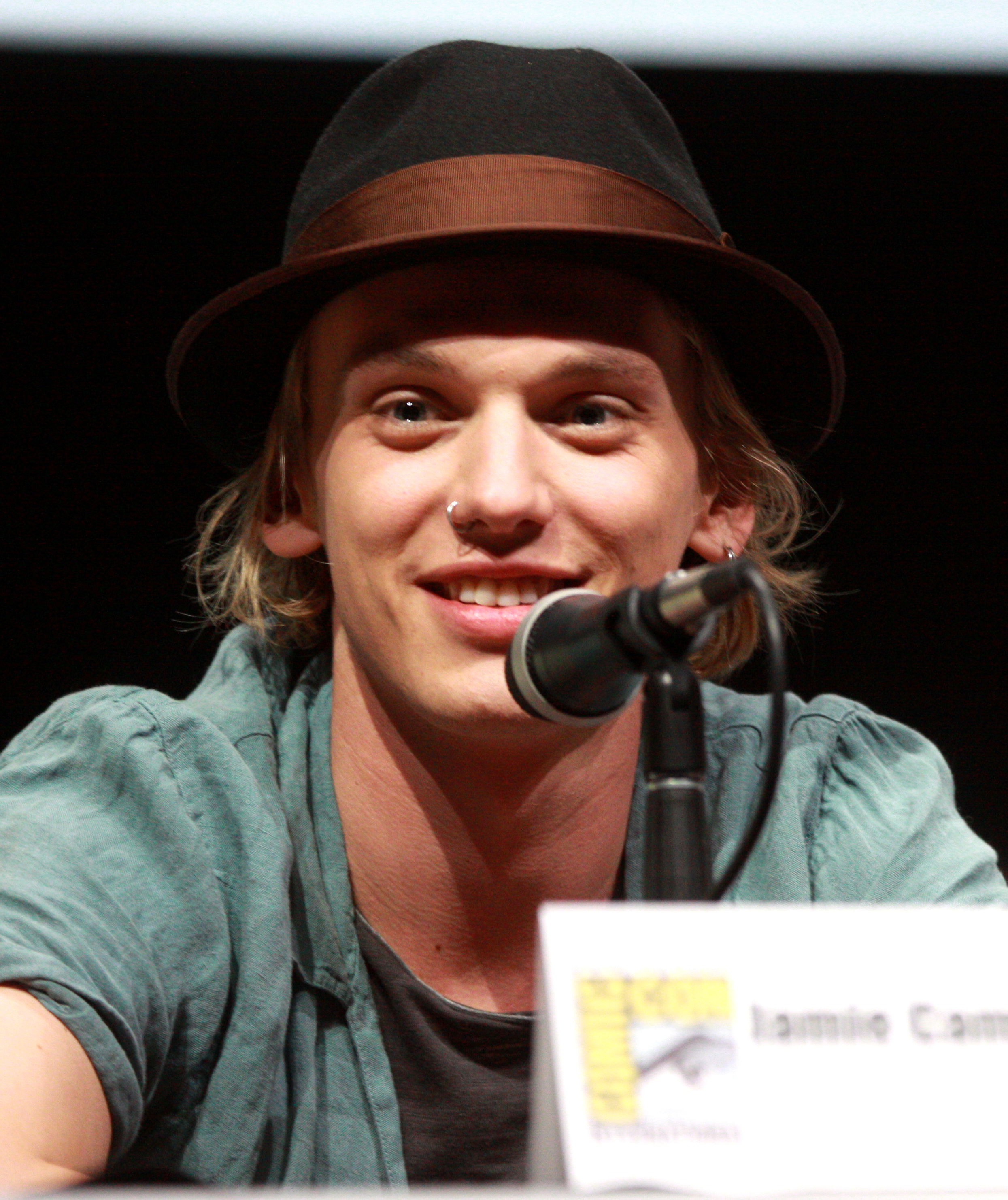
Jamie Campbell Bower interprète le Roi Arthur.
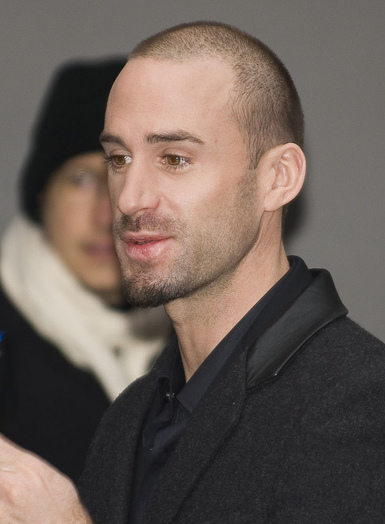
Joseph Fiennes interprète Merlin.
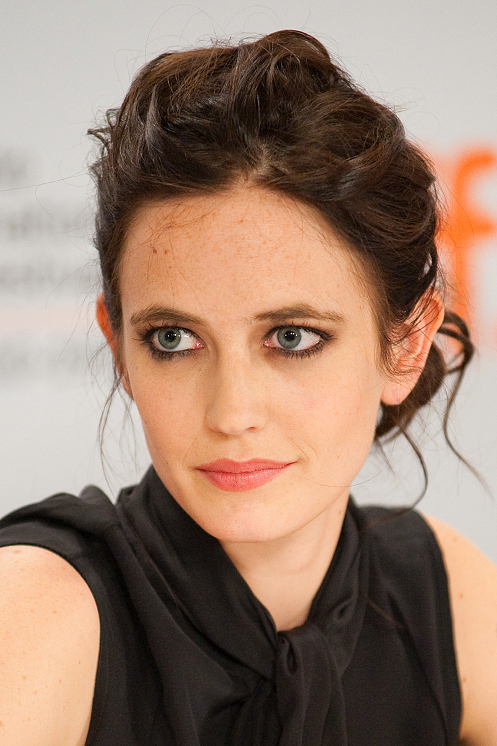
Eva Green interprète Morgane.
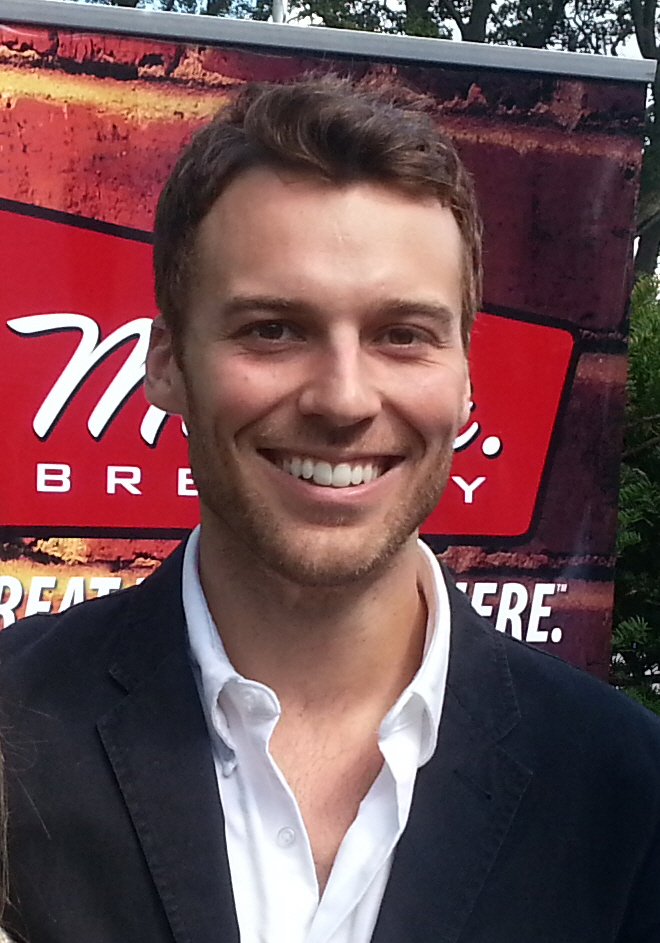
Peter Mooney interprète Kay
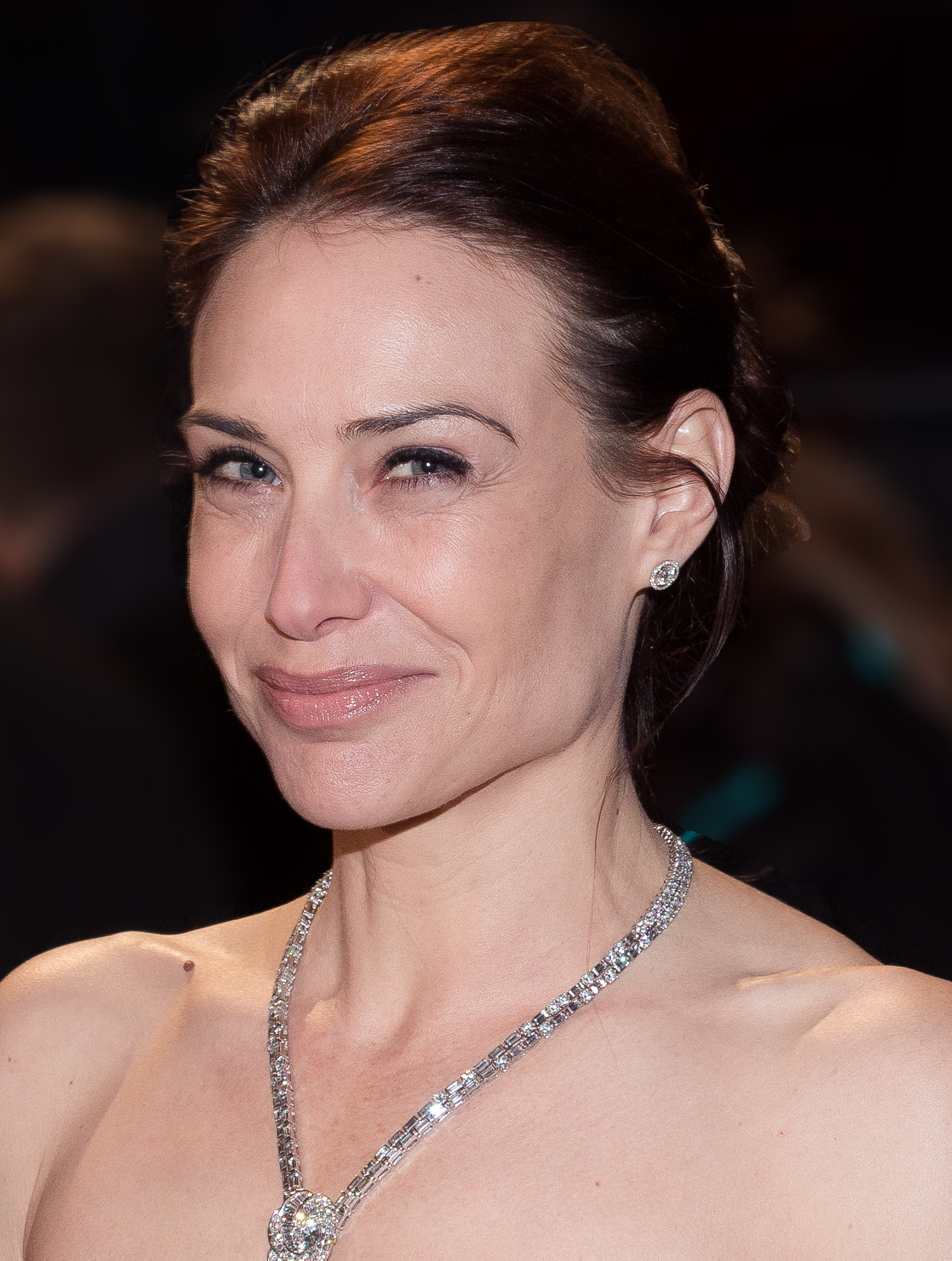
Claire Forlani interprète Ygraine.
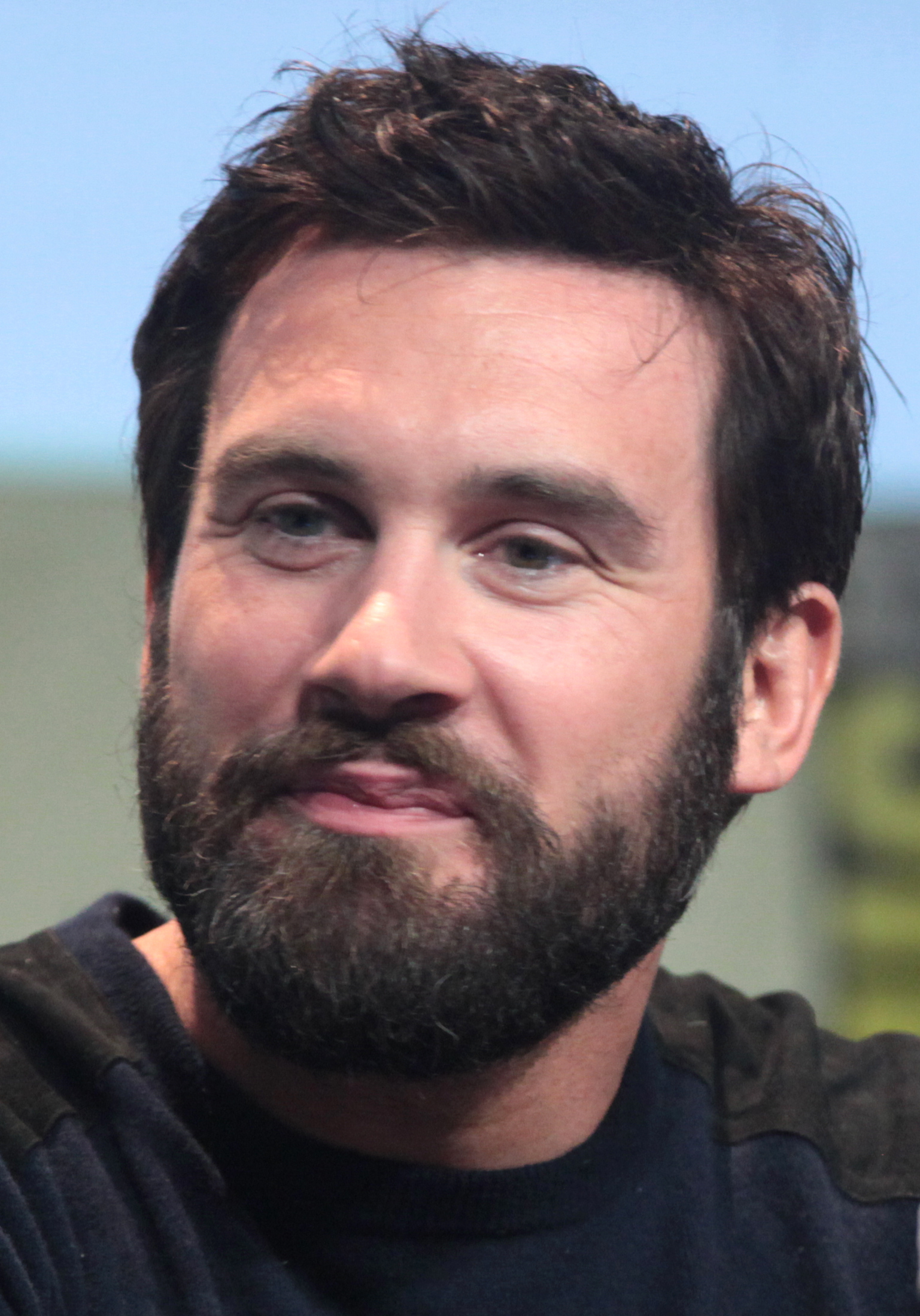
Clive Standen interprète Gauvin.
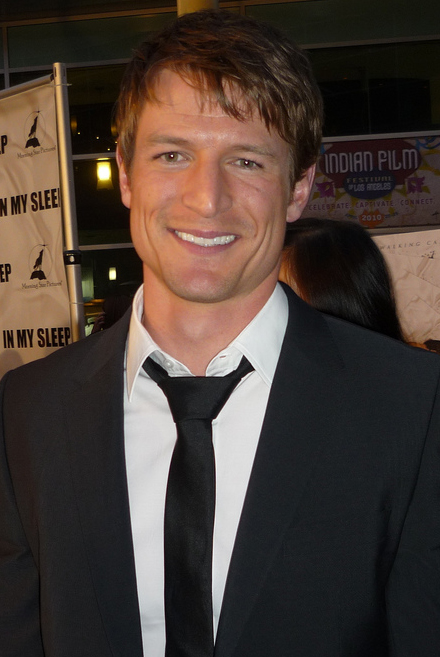
Philip Winchester interprète Leontes.

### Acteurs secondaires
- James Purefoy (VF : Joël Zaffarano) : le roi Lot d'Orcanie
- Lara Jean Chorostecki (VQ : Kim Jalabert) : Bridget
- Sinéad Cusack (VQ : Danièle Panneton) : Sybille
- Chipo Chung (VQ : Rosalie Julien) : Vivian
- Diarmaid Murtagh (VQ : Maxime Allard) : Brastias
- Jamie Downey : Ulfius
- Daragh O'Malley : Léodagan
- Sean Pertwee : Ector
- Sebastian Koch : Uther
- Sebastian Spence : Sire Lucan
- Tyler Kennington : Albion
- Colin Maher : Duc de Cornouailles

- Liam Cunningham : Colfur (Guest starring épisode 5)
- Vincent Regan : Caliburnus, le forgeron
Version française
  - Société de doublage : Dubbing Brothers[5] ( France[6]) / SPR ( Québec[6])
  - Direction artistique : Marie-Eugénie Maréchal[6] (France) / Marie-Andrée Corneille (Québec[6])
  - Adaptation des dialogues : Nino Verrecchia[6]

 Source et légende : version française (VF) sur RS Doublage et Doublage Séries Database
 Source et légende : version québécoise (VQ) sur Doublage.qc.ca

## Production

### Développement
Le projet des producteurs exécutifs de la série Les Tudors a débuté en novembre 2008 pour Showtime. Laissée sans suite, elle a été reprise par Starz en mars 2010 qui a commandé directement dix épisodes.
Au début de la production au début juin 2010, le casting a été annoncé avec Joseph Fiennes (Merlin), Eva Green (Morgana), Jamie Campbell Bower (Arthur) et Tamsin Egerton (Guinevere). À la fin juin s'ajoutent Claire Forlani et Peter Mooney à la distribution.
Le 30 juin 2011, bien que les audiences réalisées aux États-Unis et au Royaume-Uni par la saison soient satisfaisantes, la série n'a pas été reconduite pour une deuxième saison.

### Tournage
Le tournage s'est déroulé de juin à décembre 2010, en grande partie dans le comté de Wicklow, en Irlande.

### Fiche technique
- Titre français et original: Camelot
- Titre québécois : La Légende de Camelot
- Créateur(s) : Chris Chibnall, Michael Hirst
- Réalisation : Mikael Salomon, Stefan Schwartz, Ciaran Donnelly, Jeremy Podeswa
- Scénario : Chris Chibnall, Michael Hirst, Thomas Malory, Louise Fox, Terry Cafolla, Steve Lightfoot
- Décors : Tom Conroy
- Costumes : Joan Bergin
- Photographie : Joel Ransom
- Montage : Teresa De Luca, Sidney Wolinsky, Stephen O'Connell
- Musique : Mychael Danna, Jeff Danna
- Casting : Stephanie Gorin, Gillian Reynolds, Frank Moiselle, Nuala Moiselle
- Direction artistique :
- Production :
  - Production exécutive : Michael Hirst, Chris Chibnal, Fred Fuchs, John Weber
- Société de production : Starz Media, Ecosse Films (en), Octagon Films, World 2000 Entertainment, Canadian Broadcasting Corporation
- Société(s) de distribution (pour la télévision et DVD) :
  - CBC (Canada)
  - RTÉ (Irlande)
  - Starz (États-Unis)
  - Channel 4 (Royaume-Uni)
  - Nine Network (Australie)
  - Canal+ (France)
- Format : Couleur - 1,78 : 1
- Pays d'origine :  Canada,  Irlande
- Langue originale : anglais
- Genre : Dramatique, aventure, histoire, fantastique
- Durée : environ 50 minutes

## Épisodes
1. Retour au pays (Homecoming)
2. Le Glaive et la Couronne (The Sword and the Crown)
3. Guenièvre (Guinevere)
4. La Dame du Lac (Lady of the Lake)
5. Justice (Justice)
6. Sur la route (Three Journeys)
7. Piège nocturne (The Long Night)
8. Ygraine (Igraine)
9. La Bataille du col de Bardon (The Battle of Bardon Pass)
10. Adieux (Reckoning)